# Roch Voisine
Pour les articles homonymes, voir Voisine (homonymie).
Roch Voisine est un auteur-compositeur-interprète, acteur et animateur de télévision canadien d'origine brayonne,, né  le 26 mars 1963 à Saint-Basile, ancienne ville indépendante, devenue une partie de la ville d'Edmundston (Nouveau-Brunswick), après le vote de la loi votée en 1998 au Parlement du Nouveau-Brunswick, dite Loi d'Edmunston.

## Biographie

### Jeunesse
Joseph Armand Roch Voisine est né et a grandi à Saint-Basile, aujourd'hui quartier d'Edmundston, ville du Nouveau-Brunswick, au Canada, entre la frontière des États-Unis et la frontière avec le Québec, près de l'ancienne République du Madawaska. Ses parents sont Zélande Robichaud et Réal Voisine. Il a un frère du nom de Marc et une sœur qui se prénomme Janice.
Pendant son adolescence, il déménage à Notre-Dame-du-Lac dans la province de Québec, pour devenir joueur de hockey et fait ses études secondaires à l'École technique de métiers de Lauzon (actuellement nommée École secondaire Guillaume Couture, dans la ville de Lévis depuis 1987) et à la Polyvalente de Lévis en 1978 et 1979 (actuellement nommée École Pointe-Lévy). Il ira ensuite quatre ans au Cégep de Limoilou.

### Carrière musicale
Repêché par les Remparts de Québec en 1980, où il joue avec Michel Therrien qui lui sert par la suite de garde du corps, il se blesse au genou à 18 ans, ce qui met fin à sa carrière dans le hockey. Il anime une émission de télévision intitulée Top Jeunesse sur TQS. Il s'agit d'une émission consacrée aux vidéoclips de l'heure.
À l'été 1986, il fait son baptême musical le 1er juillet devant environ 50 000 personnes au parc d'attraction la Ronde à Montréal, à l'occasion de la Fête du Canada.
En 1989, il tient le rôle de Danny Ross, un joueur de hockey, dans la troisième saison de la série québécoise Lance et compte, dont le doublage français est diffusé en Europe sur TV5 sous le titre Cogne et gagne.
Il se fait connaître dans tout le Québec et également en France avec sa chanson Hélène en 1989.

#### Années 1990
En avril 1990, il donne trois concerts au Zénith de Paris intitulés "Un soir pour vous connaître" et quelques concerts au mois d'août.
En mars 1991, Roch Voisine entreprend sa deuxième tournée européenne après avoir sorti son album Double, album vendu à plus de 650 000 exemplaires en France.
En janvier 1992, il devient le plus jeune artiste à se voir décerner par le gouvernement français la distinction honorifique de chevalier de l'Ordre des Arts et des Lettres. Le 6 février, c'est le coup d'envoi de son Europe Tour, tournée qu'il inaugure au palais omnisports de Paris-Bercy devant plus de 15 000 personnes, et qui se poursuivra dans les grandes villes de France, de Belgique et de Hollande, avec plus de soixante spectacles à guichets fermés. Sa tournée européenne atteint son point culminant avec le concert qu'il donne le 17 avril 1992 à Paris au Champ-de-Mars devant 75 000 spectateurs. Le spectacle est diffusé en direct par la chaîne TF1 et l'auditoire est estimé à 14 millions de téléspectateurs. Quelques semaines plus tard, Roch Voisine présente son concert à guichets fermés à Montréal. En cette même année, il obtient un rôle dans le film Armen et Bullik en compagnie de l'acteur américain Mike Connors.

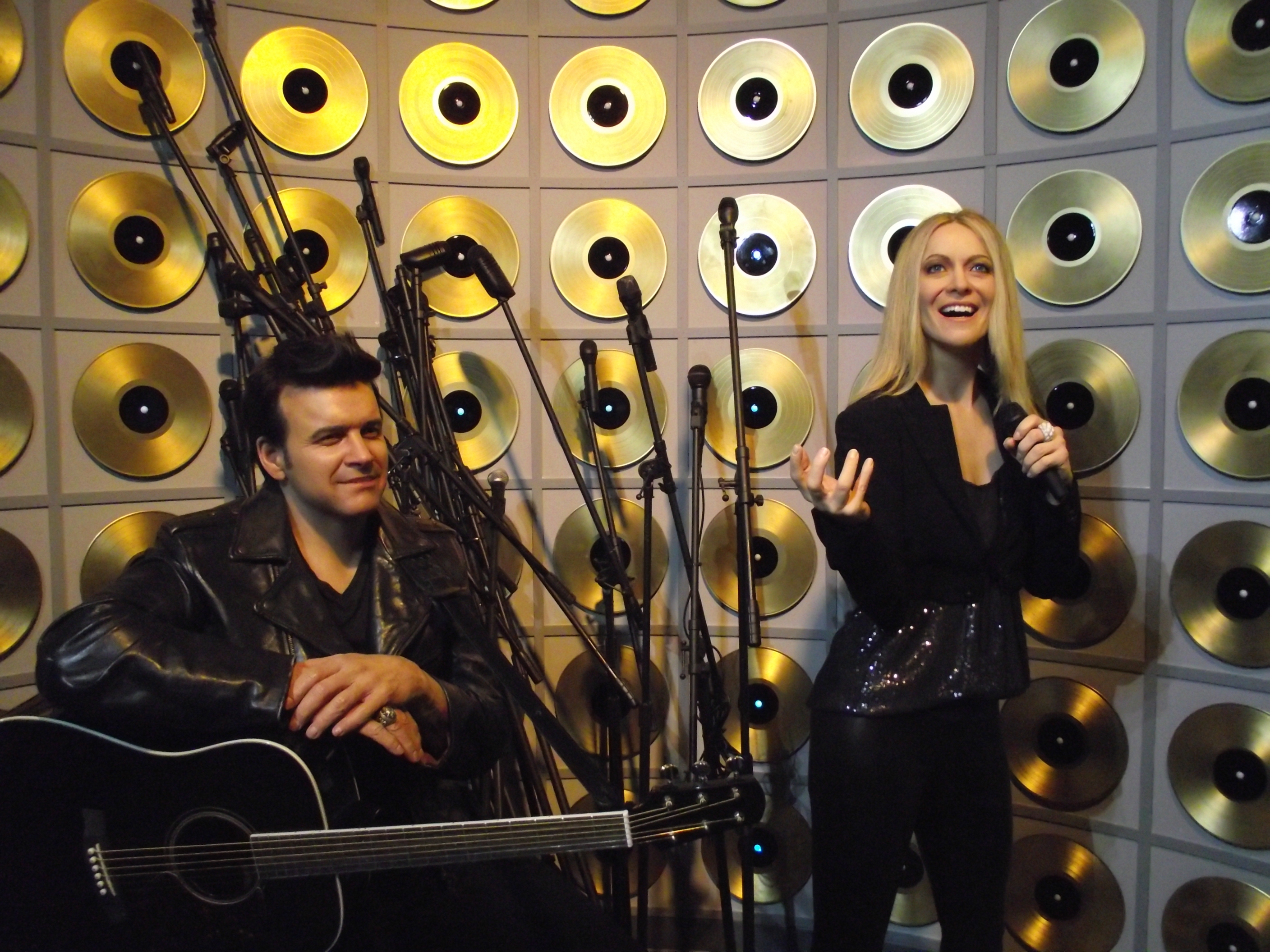
Statues de cire de Roch Voisine et Véronic DiCaire au Musée Grévin de Montréal.

En 1993, la statue de cire de Roch Voisine entre au musée Grévin de Montréal. La même année, il sort un album en anglais intitulé I'll Always Be There, ce qui lui ouvre les portes du Canada anglophone, soit environ 80 % du total de la population canadienne.
En 1994, il entame une tournée au Canada. Il sort aussi un nouvel album : Coup de tête.
En 1995, il revient en France avec sa tournée Chaud 95, tournée qui se poursuit par la suite au Canada.
En 1996, il part s'installer à Los Angeles dans la maison de Burt Reynolds, où il écrit et compose un nouvel album, Kissing Rain, qui sortira en Europe en décembre 1996. Malheureusement, il perd son manager Paul Vincent en 1997.
Il fait donc une pause de deux ans afin de recomposer une équipe et revient en 1999 avec un album en français : Chaque feu....

#### Années 2000
L'album Chaque feu... sera suivi d'un album de Noël en 2000 et d'un album en français en 2001.
En 2002, Higher, un nouvel album en anglais, sort au Canada.
Il fait un retour en 2003 avec son album Je te serai fidèle, qui comprend six titres inédits ainsi que neuf titres connus, réenregistrés et réarrangés pour l'occasion. L'album Sauf si l'amour… paraît en Europe le 31 octobre 2005.
Roch Voisine fait une tournée européenne d'octobre à décembre 2006, le coup d'envoi étant donné à l'Olympia de Paris. Une autre tournée européenne a lieu en mars et avril 2007, puis une tournée au Québec de septembre à novembre 2007. Un nouveau CD pour le marché québécois paraît au cours du deuxième semestre de 2007. Il  réédite son tout premier album de 1987 sous la forme d'un CD Collector. Le 28 mai 2007, c'est la sortie de son Best Of intitulé Roch. Le 18 septembre 2007, un Best Of sort au Québec. Le Best Of français est réédité et mis en vente en France le 26 novembre 2007 avec un DVD Bonus.
Roch Voisine reçoit le 19 mai 2007 un doctorat honoris causa en musique de l'Université de Moncton, Campus d'Edmundston, pour souligner ses exploits en musique. En ce même mois, il reçoit un Disque de diamant (8 millions d'albums vendus) récompensant ses 20 ans de carrière.
Son nouvel album, Americana, sort en Europe le 18 août 2008. Il est en tournée à partir du 27 mai en France. Il performe au Théâtre Mogador de Paris du 9 au 14 juin 2009. Le volume Americana II sort le 17 août 2009. En 2010, il est invité à participer au nouvel album de Carlos Santana, qui a apprécié les trois volets des albums Americana sur la reprise de Under the Bridge des Red Hot Chili Peppers.

#### Années 2010

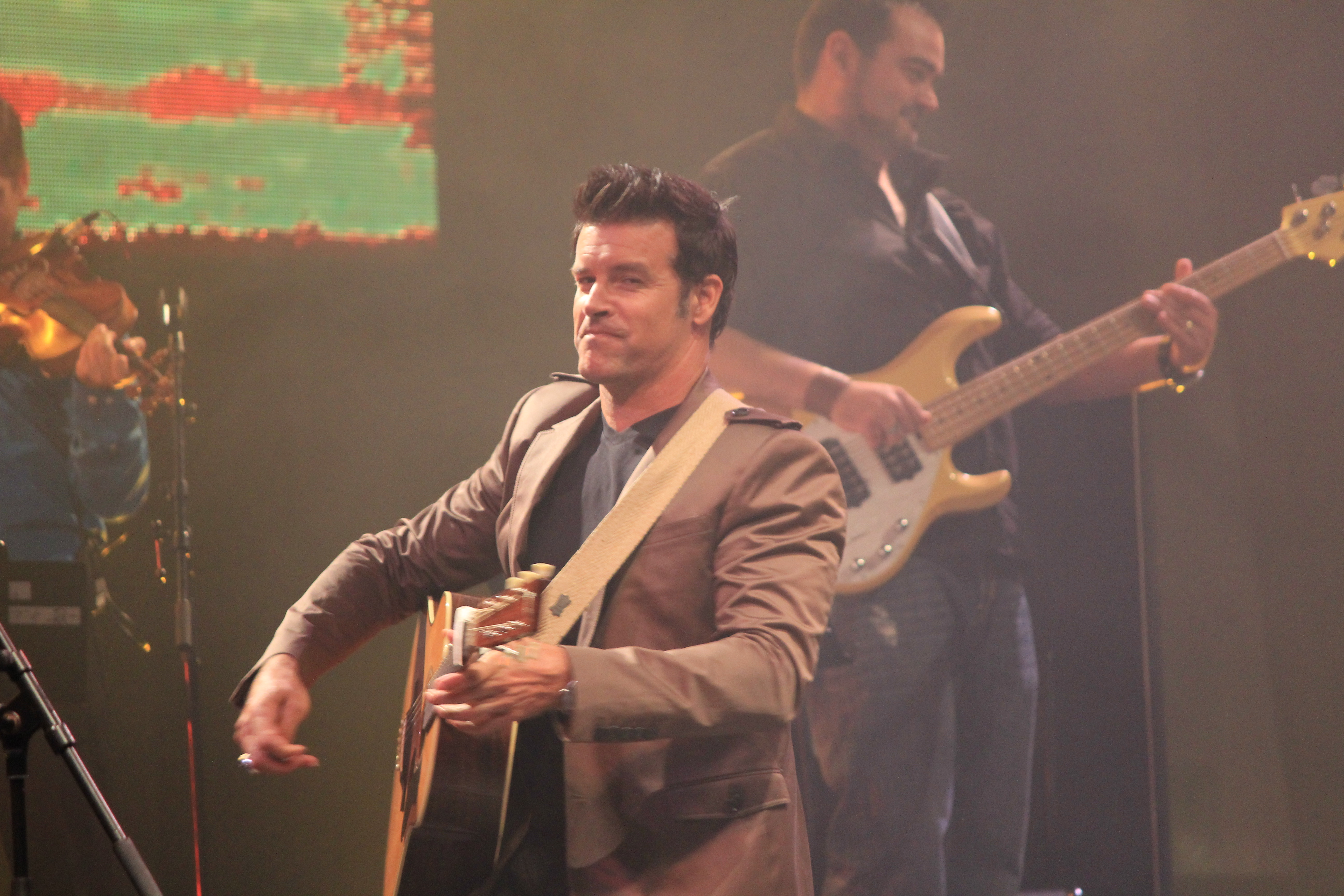
Roch Voisine en 2012.

En 2012, il chante Hélène, I'll Always Be There (dans les deux langues officielles) à l'occasion de la fête du Canada, à Ottawa, sur la Colline du Parlement. Il célèbre plus de 25 ans de carrière, en mémoire de son premier grand spectacle pour la fête du Canada à la Ronde à Montréal en 1986. Au printemps 2013, il sort l'album Duophonique. La même année il participe à l'album Forever Gentlemen. Vu le succès du 1er volume, un 2e volume sort en 2014. En 2015, il fait une tournée de quelques dates en France.
Entre le fin de 2015 et le début de 2016, il part en tournée avec Garou et Corneille à travers la France, la Belgique et la Suisse. La tournée est intitulée Forever Gentlemen on Tour, dans le cadre de laquelle les trois chanteurs reprennent des grands classiques des années 1950. À eux trois, ils reforment le Rat-Pack. Cette tournée se poursuit au Québec en 2017. Un nouvel album en français est également prévu pour 2017. Son nouvel album en français Devant nous est disponible depuis le 31 mars 2017. C'est un album aux sonorités pop. Il fait une tournée européenne en 2018.
Après cette tournée, Roch rentre au Canada où il fait quelques concerts. Il a notamment participé aux Francofolies de Montréal en juin 2018 avec un nouveau concept : des concerts acoustiques. Il repart pour la France en juillet où il fait quelques concerts. Ensuite il poursuit sa tournée au Québec.
En janvier-février 2019, il revient en France avec cette tournée acoustique où il est accompagné de deux musiciens. Cette tournée se poursuit au Québec. Au printemps, il retrouve Garou et Corneille pour la tournée Forever Gentlemen (toujours au Québec). Il continue sa tournée au Canada.
Fin novembre-mi décembre 2019, Roch revient en Europe pour poursuivre sa tournée Roch Acoustic. Il revient en Europe fin janvier. Il est notamment au Grand Rex de Paris le 30 janvier 2020.
Au Québec, il fête les 10 ans de l'album Americana. Il y fait une tournée au printemps. Fin octobre 2019, il a lancé une compilation, Americana, L'Album Anniversaire 10 ans Americana. Cet album comprend, notamment, un duo avec Isabelle Boulay.
Au Québec, les dates prévues au printemps de la tournée-anniversaire d'Americana sont reportées au mois de septembre 2020 à la suite de la crise sanitaire de la COVID-19. Il se produit à quelques reprises à l'automne 2020.
Pendant le confinement, il forme un groupe, éphémère, appelé The Silver Foxes, avec des artistes québécois, dont Bruno Pelletier.

#### Années 2020
La tournée prévue en Europe en novembre et décembre 2020 est reportée à 2021 en raison de la pandémie de COVID-19. Il revient pour donner quelques concerts acoustiques en janvier 2021. Finalement, la tournée européenne est reportée à 2022, toujours à cause de la crise sanitaire.
En décembre 2021, il publie un nouveau single de Noël intitulé Please Come Home For Christmas.
Le 4 mars 2022, Roch Voisine donne un concert à La Cigale, à Paris. En parallèle, il interprète Moonlight In Vermont, en duo avec Matt Dusk.
Le 8 mars 2023, il se produit de nouveau à La Cigale, pour la tournée Americana 2.0.
A l'occasion des 35 ans de l'album "Hélène", Roch a donné un concert au Zénith de Paris en septembre 2024. Il reviendra en 2025 pour faire une mini-tournée dont un passage au Grand Rex de Paris.
En 2025, il est de passage à l’émission Star Académie et y chante, entre autres, sa chanson Hélène.
En juin 2025, il est nommé chevalier de l’ordre national du Québec par le premier ministre du Québec, François Legault, en hommage à sa carrière et à son influence dans la promotion de la langue française à l'échelle québécoise et européenne.

### Consultant à la télévision
Il est consultant pour les différentes chaînes de France Télévisions lors des Jeux olympiques de 2010 à Vancouver. Il y commente les cérémonies d'ouverture et de clôture, ainsi que les matchs de hockey du Canada. Il participe aussi à l'émission Avancouver, présentée par Laurent Luyat, sur France 2 pour, en plus de son poste de consultant, présenter aux téléspectateurs le Canada, sa culture et ses régions. Sa chanson Pour une victoire sert de générique aux émissions et au direct de France Télévisions consacrés aux Jeux.
En 2011, il participe à l'épreuve de « La Maison des juges » de la saison 2 l'émission X-Factor sur M6, en tant que bras droit de Véronic DiCaire, chargée du groupe des garçons de moins de 25 ans.

### Famille
Il a épousé Myriam St Jean en décembre 2002 avec qui il a eu deux enfants (Killian en 2004 et Alix-Elouan en 2006). Ils ont divorcé en 2007 puis on l'a vu avec Narimane Doumandji chargée de relations publiques durant 3 ans et demi. Entre 2012 et 2022, il a été en couple avec Myriam Chantal, une étudiante en psychologie de 25 ans sa cadette.
Le 14 février 2020, il annonce sur les réseaux sociaux que sa compagne Myriam attend un heureux événement pour le mois de juillet.
Le 1er juillet 2020, son ex-compagne Myriam a donné naissance à une fille prénommée Lily-Dorina.

## Discographie

### Albums studio
- 1986 : Sweet Songs (réédité en 2007 en version collector ultra limitée, introuvable dans le commerce, seulement sur le site officiel)
- 1987 : Roch Voisine
- 1989 : Hélène
- 1990 : Double (album en français et en anglais)
- 1993 : I'll Always Be There
- 1994 : Coup de tête
- 1996 : Kissing Rain
- 1999 : Chaque feu... (version européenne + version québécoise avec Obia)
- 2000 : L'Album de Noël (français) et Christmas is Calling (anglais)
- 2001 : Roch Voisine
- 2002 : Higher
- 2003 : Je te serai fidèle
- 2005 : Sauf si l'amour... (réédité en 2006)
- 2008 : Americana, album de reprises de grands standards américains + 3 titres bonus avec des versions français/anglais, sortie le 18 août 2008.
- 2009 : Americana II
- 2010 : Americana III
- 2010 : Confidences
- 2013 : Duophonique, sortie officielle en Europe le 25 février.
- 2014 : Movin' on Maybe
- 2017 : Devant nous
- 2024 : Hélène (35éme anniversaire) incluant un inédit "Encore" et 5 versions d'"Hélène".

### Albums live
- 1992 : Europe Tour - L'Émotion
- 2006 : Roch Voisine Intime/Intimate (CD Français + CD Anglais + Bonus ; introuvable dans le commerce, seulement sur le site officiel ou lors de tournées)
- 2019 : Roch Acoustic (album disponible uniquement à la boutique de la tournée (Europe et Canada).)
- 2019 : Roch Acoustic II (album disponible uniquement à la boutique de la tournée (Europe et Canada).)
- 2023 : Americana Live (L'album est uniquement disponible à la boutique de la tournée en Europe et sur le site officiel).
- 2025 : Hélène 35 - Concert intégral de la tournée anniversaire (disponible uniquement à la boutique du site officiel).

### Compilations
- 2007 : Best-of 20 ans de carrière
- 2014 : My Very Best
- 2019 : Americana: L'album anniversaire 10 ans Americana (réédition intégrale)

### Participations
- 1994 : Vatican Christmas, compilation : The Little Drummer Boy
- 1997 : Vision Quest, compilation : River of Love
- 1997 : Flesh and Bone de Richard Marx : Every Day of Your Life / Chaque jour de ta vie
- 1997 : Le Zénith des Enfoirés (Restos du Cœur)
- 1999 : Les Enfoirés : Dernière Édition avant l'an 2000 (Restos du Coeur)
- 2000 : Enfoirés en 2000 (Restos du Cœur)
- 2001 : L'Odyssée des Enfoirés (Restos du Cœur)
- 2002 : Tous dans le même bateau (Les Enfoirés) (Restos du Coeur)
- 2004 : Greatest Hits de Jim Brickman : My Love is Here
- 2004 : L'Acadie en chanson, compilation québécoise : Poème de chair
- 2005 : Le Train des Enfoirés (Restos du Cœur)
- 2006 : L'Or de nos vies, album du collectif Fight Aids
- 2010 : Guitar Heaven de Carlos Santana : Under the Bridge
- 2011 : Duos de mes chansons de Gérard Lenorman : duo sur Le Petit Prince
- 2011 : Rendez-vous de Nana Mouskouri : duo sur Adieu Angelina
- 2012 : Mes amours, mes amis de Paul Daraîche ; trio sur À ma mère (perce les nuages) avec Paul Daraîche et Isabelle Boulay
- 2013 : Forever Gentlemen, album collectif : La Belle Vie (en trio avec Dany Brillant et Damien Sargue), Fly Me to the Moon (en trio avec Vincent Niclo et Corneille) et It's Impossible (en trio avec Bruce Johnson et Damien Sargue)
- 2014 : Forever Gentlemen 2, album collectif : L.O.V.E (en trio avec Claire Keim et Corneille), La Mer (en duo avec Vincent Niclo), Syracuse (en trio avec Dany Brillant et Damien Sargue), Strangers in the Night (en duo avec Paul Anka) et Misty (en duo avec Sofia Essaidi).
- 2015 : Mon Acadie de Natasha St-Pier : duo sur Cap Enragé
- 2016 : Les Belles Chansons, compilation canadienne
- 2020 : France de Sarah Brightman : duo sur Ne viens pas / With These Eyes[16]
- 2021 : Ne viens pas, morceau en trio avec Sarah Brightman et Jean-Baptiste Guégan

### Singles
- 1989 : Hélène
- 1990 : Pourtant, Avant de partir, La Berceuse du Petit Diable
- 1991 : Darlin', On the Outside, Waiting
- 1992 : La Promesse, Avec tes yeux Pretty face, La Légende Oochigeas (live)
- 1993 : L'Idole (live), I'll Always Be There
- 1994 : There's No Easy Way, Lost Without You, J'entends frapper
- 1995 : Laisse-la rêver, My lady mio segreto
- 1996 : Kissing Rain
- 1997 : Chaque jour de ta vie (duo avec Richard Marx)
- 1999 : Je resterai là, Doucement
- 2000 : Comme, Un simple gars, Comme j'ai toujours envie d'aimer, Petit Papa Noël
- 2001 : Dis-lui
- 2002 : Julia, Ce soir mon ange
- 2003 : Tant pis
- 2004 : Je l'ai vu
- 2005 : Une femme parle avec son cœur
- 2006 : Ne viens pas, Le chemin, Ne me laisse jamais partir
- 2007 : Garder le feu, Et si...
- 2008 : City of New Orleans / Salut les amoureux
- 2009 : Let It Be Me, That's How I Got to Memphis
- 2010 : Pretty Woman, California Dreamin', Décembre
- 2011 : Le Grand Pommier
- 2013 : Hélène (version symphonique), La Belle Vie (Forever Gentlemen), Fly Me to the Moon (Forever Gentlemen), Mon tour de te bercer (en duo avec Natasha St-Pier)
- 2014 : Catch Me (Québec), Love (Forever Gentlemen)
- 2017 : Tout me ramène à toi
- 2018 : Mon premier sapin blanc
- 2019 : Loin d'ici (Québec)
- 2020 : Joyeux Noël mes amis (avec Glass Tiger) / Happy Holidays (avec Glass Tiger)
- 2021 : Please Come Home for Christmas
- 2022 : Moonlight in Vermont (avec Matt Dusk)
- 2024 : Encore

## Filmographie

### Télévision
Sauf indication contraire, les informations mentionnées dans cette section peuvent être confirmées par la base de données cinématographiques IMDb,  présente dans la section « Liens externes ».Roch Voisine a joué dans quelques fictions :
- 1989 : Lance et compte (série télévisée), saison 3 : Danny Ross
- 1991 : Le Cadeau de Noël' (téléfilm) de Pat Le Guen : lui-même
- 1993 : Armen et Bullik (téléfilm) d'Alan Cooke : Tom Bullik
- 1999 : Km/h  (série télévisée) : Lui-même
- 2022 : L'Œil du cyclone (série télévisée) : lui-même

### Vidéos / DVD
- 1991 : L'Idole (VHS)
- 1992 : Europe Tour Live / L'Émotion (VHS)
- 1995 : Chaud 95 / Canadian Tour (VHS)
- 2004 : Concert 2003 (DVD uniquement disponible à la boutique des concerts à l'époque)
- 2004 : Clips (DVD uniquement disponible à la boutique des concerts à l'époque)
- 2004 : Le Noël de Roch (DVD uniquement disponible à la boutique des concerts à l'époque)
- 2004 : Réédition de l'Europe Tour Live / L'Émotion de 1992 en DVD
- 2004 : Réédition du Chaud 95 / Canadian Tour de 1995 en DVD

## Engagements caritatifs
Roch Voisine a participé aux concerts des Enfoirés en 1997, 1999, 2000, 2001, 2002 et 2005.
Il a été représentant spécial de l'UNICEF en 2000-2001.
Il soutient la Fondation Bob Fife au Canada. Il organise un tournoi de golf tous les deux ans au Nouveau-Brunswick afin de récolter des fonds.

## Distinctions

### Gala de l'ADISQ (Prix Félix)

#### Artistique
| Année | Catégorie                                                                        | Œuvre ou personne nommée | Résultat   |
| ----- | -------------------------------------------------------------------------------- | ------------------------ | ---------- |
| 1989  | chanson populaire de l'année                                                     | Hélène                   | lauréat    |
| 1989  | découverte de l'année                                                            | Roch Voisine             | lauréat    |
| 1989  | interprète masculin de l'année                                                   | Roch Voisine             | lauréat    |
| 1989  | microsillon de l'année - pop/rock                                                | Hélène                   | lauréat    |
| 1990  | artiste québécois s'étant le plus illustré hors Québec                           | Roch Voisine             | nomination |
| 1990  | interprète masculin de l'année                                                   | Roch Voisine             | nomination |
| 1990  | microsillon le plus vendu                                                        | Hélène                   | lauréat    |
| 1990  | spectacle de l'année - pop-rock                                                  | Roch Voisine             | nomination |
| 1991  | artiste québécois s'étant le plus illustré dans une autre langue que le français | Roch Voisine             | nomination |
| 1991  | artiste québécois s'étant le plus illustré hors Québec                           | Roch Voisine             | lauréat    |
| 1991  | chanson populaire de l'année                                                     | Darlin'                  | nomination |
| 1991  | interprète masculin de l'année                                                   | Roch Voisine             | nomination |
| 1992  | artiste québécois s'étant le plus illustré dans une autre langue que le français | Roch Voisine             | nomination |
| 1992  | artiste québécois s'étant le plus illustré hors Québec                           | Roch Voisine             | lauréat    |
| 1992  | interprète masculin de l'année                                                   | Roch Voisine             | nomination |
| 1992  | spectacle de l'année - auteur-compositeur-interprète                             | L'Émotion                | nomination |
| 1993  | album de l'année - meilleur vendeur                                              | Europe Tour              | nomination |
| 1993  | album de l'année - pop/rock                                                      | Europe Tour              | nomination |
| 1993  | artiste québécois s'étant le plus illustré hors Québec                           | Roch Voisine             | nomination |
| 1993  | chanson populaire de l'année                                                     | La Légende Oochigeas     | lauréat    |
| 1993  | interprète masculin de l'année                                                   | Roch Voisine             | nomination |
| 1993  | vidéoclip de l'année                                                             | La Légende Oochigeas     | nomination |
| 1994  | artiste québécois s'étant le plus illustré dans une autre langue que le français | Roch Voisine             | nomination |
| 1994  | artiste québécois s'étant le plus illustré hors Québec                           | Roch Voisine             | nomination |
| 1995  | album de l'année - meilleur vendeur                                              | Coup de tête             | nomination |
| 1995  | album de l'année - pop/rock                                                      | Coup de tête             | nomination |
| 1995  | artiste québécois s'étant le plus illustré hors Québec                           | Roch Voisine             | nomination |
| 1995  | interprète masculin de l'année                                                   | Roch Voisine             | lauréat    |
| 1995  | spectacle de l'année - auteur-compositeur-interprète                             | Chaud 95                 | nomination |
| 1997  | artiste québécois s'étant le plus illustré dans une autre langue que le français | Roch Voisine             | nomination |
| 1999  | chanson populaire de l'année                                                     | Je resterai là           | nomination |
| 2011  | album de l'année - reprises                                                      | Americana                | lauréat    |
| 2011  | artiste québécois de l'année - interprétation autres langues                     | Roch Voisine             | lauréat    |
| 2012  | album de l'année - reprises                                                      | Americana II             | nomination |
| 2013  | album de l'année - adulte contemporain                                           | Confidences              | nomination |
| 2013  | spectacle de l'année - auteur-compositeur-interprète                             | Confidences              | nomination |
| 2014  | album de l'année - réinterprétation                                              | Duophonique              | nomination |
| 2017  | chanson de l'année                                                               | Tout me ramène à toi     | nomination |

#### Industrie
| Année | Catégorie                        | Œuvre ou personne nommée                                                                      | Résultat   |
| ----- | -------------------------------- | --------------------------------------------------------------------------------------------- | ---------- |
| 1991  | émission de l'année - chanson    | L'Idole                                                                                       | lauréat    |
| 1991  | preneur de son de l'année        | Roch Voisine (avec Michel Delancy, Gaétan Pilon, Philippe Laffont et Claude Pons) pour Double | nomination |
| 1991  | réalisateur de disque de l'année | Roch Voisine (avec André Di Cesare) pour Double                                               | nomination |

### Prix Juno[34]
| Année | Catégorie                                      | Œuvre ou personne nommée | Résultat   |
| ----- | ---------------------------------------------- | ------------------------ | ---------- |
| 1990  | interprète masculin le plus metteur de l'année | Roch Voisine             | nomination |
| 1994  | interprète masculin de l'année                 | Roch Voisine             | lauréat    |
| 1994  | album de l'année                               | I'll Always Be There     | nomination |
| 1994  | album francophone le plus vendu                | Europe tour              | nomination |
| 1995  | album francophone le plus vendu                | Coup de tête             | lauréat    |
| 1998  | interprète masculin de l'année                 | Roch Voisine             | nomination |
| 1998  | album de l'année                               | Kissing Rain             | nomination |

### Prix MetroStar
| Année | Catégorie                                   | Œuvre ou personne nommée | Résultat   |
| ----- | ------------------------------------------- | ------------------------ | ---------- |
| 1988  | animateur/animatrice - émission jeunesse    | Roch Voisine             | nomination |
| 1990  | animateur/animatrice - émission de variétés | Roch Voisine             | nomination |

### NRJ Music Awards
| Année | Catégorie                                | Œuvre ou personne nommée                 | Résultat   |
| ----- | ---------------------------------------- | ---------------------------------------- | ---------- |
| 2005  | artiste masculin francophone de l'année  | Roch Voisine                             | lauréat    |
| 2014  | groupe/duo/troupe francophone de l'année | Forever Gentlemen (avec artistes variés) | nomination |

### Victoires de la musique
| Année | Catégorie                                     | Œuvre ou personne nommée | Résultat |
| ----- | --------------------------------------------- | ------------------------ | -------- |
| 1990  | album de la communauté francophone de l'année | Hélène                   | lauréat  |
| 1991  | album de la communauté francophone de l'année | Double                   | lauréat  |